# Patricia Bullrich
Patricia Bullrich Luro Pueyrredón (Buenos Aires, 11 de junho de 1956) é uma política argentina. Foi a candidata presidencial pela coalizão Juntos por el Cambio na eleição presidencial na Argentina em 2023. Foi deputada pela Cidade Autônoma de Buenos Aires nos períodos 1993-1997 e 2007-2015, ministra do Trabalho entre outubro de 2000 e outubro de 2001, ministra de Segurança Social entre outubro e dezembro de 2001 e ministra da Segurança entre 2015 e 2019, ocupando o cargo novamente em 2023, com a presidência de Javier Milei. Desde 2025 é filiada à coligação A Liberdade Avança.

## Início da vida
Bullrich nasceu em 11 de junho de 1956 em Buenos Aires, filha de Alejandro Bullrich, cardiologista, e Julieta Luro Pueyrredón. Ela era a mais nova de quatro irmãos até a separação dos pais, após a qual seu pai teve mais três filhos. 
Bullrich tem ascendência espanhola, francesa e irlandesa cujos membros tiveram destaque nos primeiros anos da Independência Argentina (como Juan Martín de Pueyrredón e Honorio  Pueyrredón). Por parte de pai, ela descende de Adolfo Bullrich, empresário e político de ascendência alemã, que serviu como prefeito de Buenos Aires de 1898 a 1902.
Ela se envolveu politicamente desde cedo, abandonando uma potencial carreira no  hóquei em campo  para se dedicar totalmente ao ativismo político. Aos 17 anos, ela era um membro ativo da Juventude Peronista.

### Anos da juventude peronista
Ela também esteve presente na Plaza de Mayo no Primeiro de Maio de 1974, quando Perón, então novamente presidente da Argentina, expulsou os Montoneros e os grupos juvenis de esquerda das comemorações. Havendo controvérsia se ela era integrante dos Montoneros, Bullrich negou ser membro do grupo.
Após o golpe de Estado de 1976, ela se exilou com seu então companheiro, Marcelo Langieri, estabelecendo-se primeiro no Brasil e depois no México e na Espanha.

## Carreira política
Após o retorno da democracia, tornou-se Secretária de Organização do Partido Justicialista de Buenos Aires e foi eleita deputada peronista em 1993. Em 1995, ela foi nomeada Legisladora do Ano.
Desiludido com a causa peronista, Bullrich deixou o Congresso em 1997 e criou a UPT, originalmente como veículo de estudo e campanha sobre o tema do crime e da segurança. Trabalhou para o governo do estado da província de Buenos Aires em questões de segurança, desenvolvendo um projeto de policiamento comunitário em Hurlingham, que se tornou conhecido nacional e internacionalmente. 
Em 1999, a UPT passou a fazer parte da Aliança pelo Trabalho, Justiça e Educação, que levou Fernando de la Rúa à Presidência. Bullrich foi nomeado para um cargo no Departamento de Política Criminal e Assuntos Penitenciários. Em 2001, foi nomeada ministra, como Secretária do Trabalho, Emprego e Recursos Humanos e, mais tarde nesse ano, como Secretária da Segurança Social. Após o colapso do governo da Aliança de la Rúa, Bullrich e os seus colegas lançaram formalmente a UPT como partido político em 6 de Março de 2002.
Em 2007, Bullrich liderou a UPT na Coligação Cívica (2007-2011) ao lado de vários grupos de oposição e movimentos sociais, principalmente a ARI  liderada por Elisa Carrió. A Coalizão conquistou vários assentos nas câmaras alta e baixa do Congresso e a própria Bullrich foi eleita Deputada Nacional por Buenos Aires.
Após a eleição de Mauricio Macri para a presidência em 22 de novembro de 2015, foi anunciado em 25 de novembro de 2015 que Bullrich havia sido nomeado Ministro da Segurança da Nação.

Nas eleições gerais argentinas de 2023, ela concorreu à presidência pela aliança liberal Juntos por el Cambio e ficou em terceiro lugar no primeiro turno, perdendo para Sergio Massa e Javier Milei. Em 25 de outubro de 2023, Bullrich endossou oficialmente Javier Milei para o segundo turno.